# Gustavus Detlef Hinrichs

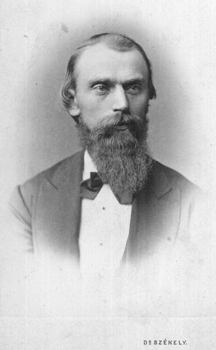
Gustavus Detlef Hinrichs; ca. 1868

 Gustavus Detlef Hinrichs (* 2. Dezember 1836 im dänischen Lunden, Holstein; † 14. Februar 1923 in St. Louis, USA) war ein Chemiker.

## Leben
Seine Eltern waren Johann Detlev Hinrichs und Caroline Catharine Elizabeth, die Tochter des dänischen Offiziers Carl Gustav Andersen. Im Alter von 13 Jahren rannte er von zuhause weg, um die Deutschen gegen die Integration Schleswigs in Dänemark zu unterstützen. Im Juli nahm er als Trommlerknabe an der Schlacht bei Idstedt teil. Von 1853 bis 1856 war er Student an der polytechnischen Schule und anschließend studierte er Mathematik, Physik und Chemie an der Universität Kopenhagen. In Kopenhagen war er befreundet mit Hans Christian Andersen. Im letzten Jahr war er Assistent des Biologen Daniel Frederik Eschricht (1798–1863). Im April 1860 heiratete er Auguste C. F. Springer (1839–1865) aus Rendsburg.
Im Sommer 1861 emigrierte er in die USA, möglicherweise, weil er nicht in der dänischen Armee dienen wollte. Er siedelte in Davenport (Iowa) und lehrte zunächst an einer Bezirksschule und später an der High School.
Im August 1863 wurde er an der University of Iowa Lehrer für moderne Sprachen. Im Juni 1864 wurde er Professor für Physik am Department of Chemistry and Natural Philosophy. Er wurde auch Direktor des Laboratoriums und Professor für Chemie an der medizinischen Fakultät.
Nach dem Tod seiner Gattin, mit der er die Kinder Gustavus John (Farmer) und Anna (Musikerin und Autorin) hatte, heiratete er 1867 ihre jüngere Schwester Anna Catharina Springer (1842–1910). Ihr Sohn war Carl Gustave (Chemiker).
1868 wurde er auch Chemiker des United States Geological Survey. 1870 erwarb er seinen A.M. am Griswold College in Poultney, Vermont, 1872 seinen M.D. am Missouri Medical College und 1884 seinen LL.D. am Griswold College.
In den 1870er Jahren gab er The American Scientific Monthly heraus. 1875 organisierte er in Iowa den ersten Wetterdienst in den USA, den er zuerst privat finanzierte und dessen Direktor er bis 1889 war.
Von den 1870er Jahren an wurden an der Universität die finanziellen Mittel gekürzt. 1885/86 musste er aus religiösen und politischen Gründen seinen Lehrstuhl in Iowa aufgeben.
1889 wurde er Professor für Chemie am College of Pharmacy in St. Louis und 1903 Professor für Chemie an der medizinischen Fakultät der Universität in St. Louis. 1907 emeritiert er.
Er entwickelte schon in jungen Jahren eine Hypothese über einen Urstoff, den er, wie schon Leibnitz Pantogen nannte. Da Chlor die Atommasse 35,5 hatte, schloss er, dass dieser Urstoff die halbe Atommasse von Wasserstoff haben müsse. Aus dieser Idee entwickelte er bis 1867 eine spiralenförmige Periodentabelle.
1864 versuchte er sich an einer frühen Version des Periodensystems mit spiralförmiger Anordnung. Die ganzzahligen Verhältnisse bei Spektren erinnerten ihn an die Verhältnisse der Abstände bei Planetensystemen und er sah das als Hinweis auf atomare Größenordnungen.

## Schriften
- The Elements of Chemistry and Mineralogy. Day, Egbert & Fidlar, Davenport IA 1871
- The Principles of Chemistry and Molecular Mechanics. Day, Egbert & Fidlar, Davenport IA  1874